# Варлаам (Пикалов)
Архиепископ Варлаам (в миру Константин Васильевич Пикалов; 15 [27] декабря 1885, Ливны, Орловская губерния — 31 июля 1946, Нижний Тагил, Свердловская область) — епископ Русской православной церкви, архиепископ Свердловский и Челябинский.

## Биография
Из семьи мещан.
По окончании в 1905 году Ливенского реального училища сдал экзамены по богословским дисциплинам в Волынской духовной семинарии и в 1907 году поступил вольнослушателем в Московскую Духовную Академию.
В 1910 года принял монашеский постриг с именем Варлаам, 14 апреля того же года рукоположен во иеродиакона, 12 марта 1911 года — во иеромонаха.
Окончил академию в 1911 году со степенью кандидата богословия.
28 июля 1911 по определён преподавателем Новгородской духовной семинарии.
12 сентября 1912 года назначен помощником инспектора Казанской Духовной Академии.
24 августа 1913 года — инспектор Александровской духовной семинарии.
19 марта 1914 года уволен с должности инспектора и назначен в распоряжение преосвященного Полтавского.
С июля 1914 года — настоятель Яблочинского монастыря Холмской епархии.
С июля 1915 года по 1921 год настоятель церкви во имя Страстей Господних (Киновия), приписанной к Спасо-Преображенскому монастырю в Саратове.
В 1920 года — настоятель Троицкого монастыря в городе Калязине.
9 мая 1921 года хиротонисан во епископа Новосильского, викария Тульской епархии. Хиротонию совершили: архиепископ Рязанский Ювеналий (Масловский), епископ Епифанский Виталий (Введенский), епископ Каширский Мелхиседек (Николин), епископ Скопинский Игнатий (Садковский).
В феврале 1922 года назначен епископом Ефремовским, викарий той же епархии.
1 июня 1922 году арестован Тульским ОГПУ по факту переписки с Тульским епископом Иувеналием (Масловским), который обвинялся в сопротивлении изъятию церковных ценностей. 24 июня освобождён, на суде выступал в качестве свидетеля.
Выехал в Саратов, где содействовал епископу Иову (Рогожину) в его борьбе с обновленчеством.
Арестован 10 августа 1923 года по обвинению в участии в контрреволюционной организации, содержался в одиночной камере саратовского губисправдома, 7 декабря освобождён.
С 24 августа 1924 года вновь на кафедре епископа Ефремовского, викария Тульской епархии.
В 1924 году арестован в Туле, провёл в тюрьме 2 месяца.
С 11 марта 1925 года — епископ Каширский, викарий Тульской епархии.
4 ноября 1926 года отчислен за штат по состоянию здоровья, поселился под Москвой, затем в Москве.
14 апреля 1931 года арестован по обвинению «член к/р монархической организации „ИП“, а/с агитация, помощь ссыльным». 5 июня Особым совещаниеи при Коллегии ОГПУ СССР приговорён к 5 годам ИТЛ.
С 25 июля 1934 года — епископ Рыбинский и Угличский.
С 12 ноября 1935 года назначен епископом Псковским, от назначения отказался, остался в Рыбинске.
8 марта 1936 года возведён в сан архиепископа.
Арестован 9 августа 1936 года, заключен в рыбинскую тюрьму. Постановлением особого совещания при НКВД СССР от 21 сентября 1936 года приговорён к 5 годам ИТЛ, отбывал срок в Ухтпечлаге (пос. Чибья, ныне Ухта), Устьвымлаге и Севжелдорлаге (Республика Коми).
Освобожден в конце мая 1942 года, поселился в селе Кылтове Железнодорожного района Коми АССР, работал в совхозе полеводом-обходчиком.
7 сентября 1943 года назначен архиепископом Свердловским. Не принял участия в архиерейском соборе, состоявшемся 8 сентября 1943 года, так как его очевидно, доставить в Москву просто не успели.
30 августа 1944 года был арестован. 22 ноября того же года постановлением Свердловского областного суда приговорён к шести годам лагерей.
Скончался 2 августа 1946 года в нижнетагильском лагере.